# Зантарая, Артём Бебтуевич
Артём Бебтуевич Зантарая (1904, село Отобая, Сухумский округ, Кутаисская губерния, Российская империя — 1971, село Отобая, Гальский район, Абхазская АССР, Грузинская ССР, СССР) — председатель колхоза «Ленинис Андердзи» Гальского района Абхазской АССР, Грузинская ССР. Герой Социалистического Труда (21.02.1948).

## Биография
Родился в 1904 году в селе Отобая Сухумского округа Кутаисской губернии (ныне — Гальский район Республика Абхазия). Грузин.
С ранних лет приобщился к крестьянскому труду и с началом коллективизации сельского хозяйства в республике одним из первых вступил в местный колхоз.
В конце 1940-х годов руководил колхозом «Ленинис Андердзи» («Заветы Ленина») в родном селе Отобая Гальского района Абхазской АССР, труженики которого по итогам работы в 1947 году получили урожай кукурузы 87,8 центнеров с гектара на площади 19 гектаров.
Указом Президиума Верховного Совета СССР от 21 февраля 1948 года за получение высоких урожаев кукурузы и пшеницы в 1947 году Зантарая Артёму Бебтуевичу присвоено звание Героя Социалистического Труда с вручением ордена Ленина и золотой медали «Серп и Молот».
Этим же Указом званием Героя Социалистического Труда были награждены труженики колхоза бригадиры Джото Келович Алфенидзе, Ермолай Павлович Этерия, звеньевые Капитон Константинович Бахтадзе, Мириан Дианозович Дзадзуа, Ивлиан Тагуевич Табагуа, Шалва Чекерович Ратия и Венера Владимировна Чания. 
В последующие годы труженики колхоза «Ленинис Андердзи» продолжали получать высокие урожаи кукурузы, табака и зелёного чайного листа, соревнуясь с колхозами соседнего Зугдидского района Грузинской ССР.
Проживал в родном селе Отобая. Скончался в 1971 году.

## Награды
- Золотая медаль «Серп и Молот» (21.02.1948)
- Орден Ленина (21.02.1948)
- Медаль «За доблестный труд»
- Медаль «Ветеран труда»

## Память
- На могиле установлен надгробный памятник.